# Milada Hejlová
Milada Hejlová rozená Jasanská (1. března 1906 Praha – 24. října 1942 zastřelena v 9.46 hodin v koncentračním táboře Mauthausen) náležela za Protektorátu Čechy a Morava spolu se svým manželem Františkem Hejlem k frakci ilegálního protiněmeckého sokolského odboje, jehož členové tvořili jádro nejbližších podporovatelů parašutistů skupiny Anthropoid. Spolu s manželem patřila k radikálním zastáncům útoku na R. Heydricha.

## Život
Milada Jasanská se narodila 1. března 1906 v Praze. Se svým budoucím manželem Františkem Hejlem ji spojoval sdílený zájem o cvičení a dění v Sokole zvláště poté, co se František stal v říjnu 1922 cvičitelem Sokola v pražském Karlíně. František Hejl pocházel z Horní Čermné v okrese Ústí nad Orlicí, byl absolventem obchodní školy a pracoval jako bankovní úředník. 
Dne 6. července 1931 se manželům Hejlovým narodila prvorozená dcera Eva. O tři roky později (15. dubna 1934) v Praze přišla na svět jejich druhorozená dcerka Hana. Rodina Hejlova bydlela v pražských Strašnicích v rodinné vilce se zahradou na adrese Pod Viktorkou číslo 4. Milada Hejlová spolu se svým manželem patřila do skupiny nejbližších podporovatelů parašutistů výsadku Anthropoid.

## Odboj
V karlínské sokolské jednotě se již od počátku nastolení protektorátu formovala podzemní organizace, která byla napojena na další ilegální složky domácího odboje. František Hejl (ve funkci 1. místonáčelníka Barákovy sokolské župy) patřil k rozhodujícím osobám, pod jejichž vedením se zformovalo jedno z aktivních středisek sokolské podpory parašutistů ze skupiny Anthropoid. Vila manželů Hejlových sloužila jako úkryt řady odbojářů v ilegalitě a také k úkrytu některých parašutistů. Objekt fungoval zároveň i jako jedno z center činnosti sokolské odbojové organizace Jindra.
Dalším místem setkávání sokolských odbojářů byl byt v činžovním domě na adrese Sokolovská 41/7, kde bydlel člen odbojové organizace Jindra MUDr. Břetislav Lyčka se svojí manželkou Františkou Lyčkovou. Na samém počátku roku 1942 se v bytě konala ilegální schůzka, jejímž tématem byla pomoc sokolské organizace Jindra parašutistům. Porady se zúčastnili (mimo jiné) František Pecháček, Emanuel Filípek, František Hejl a Antonín Oktábec. Jmenovaní členové odboje se na tomto místě scházeli častěji (naposledy zřejmě ještě několik dní před provedením atentátu na R. Heydricha).
S parašutisty Janem Kubišem a Josefem Gabčíkem spolupracoval Hejl již velmi brzy po jejich příchodu do Prahy začátkem roku 1942. A nebyl sám, neboť v protiněmeckých ilegálních aktivitách kooperoval s odbojáři, které dobře znal ze Sokola: s MUDr. Břetislavem Lyčkou, Václavem Novákem, Františkem Pecháčkem, Jaroslavem Piskáčkem a Janem Zelenkou-Hajským. František Hejl a jeho manželka Milada Hejlová náleželi (spolu s ostatními sokolskými odbojáři frakce „Říjen“) k významným podporovatelům parašutistů, manželé Hejlovi sdíleli a činy podporovali myšlenku úderu proti zastupujícímu říšskému protektorovi a aktivně se účastnili příprav na Heydrichovu likvidaci.

Spolupracovníci v odboji
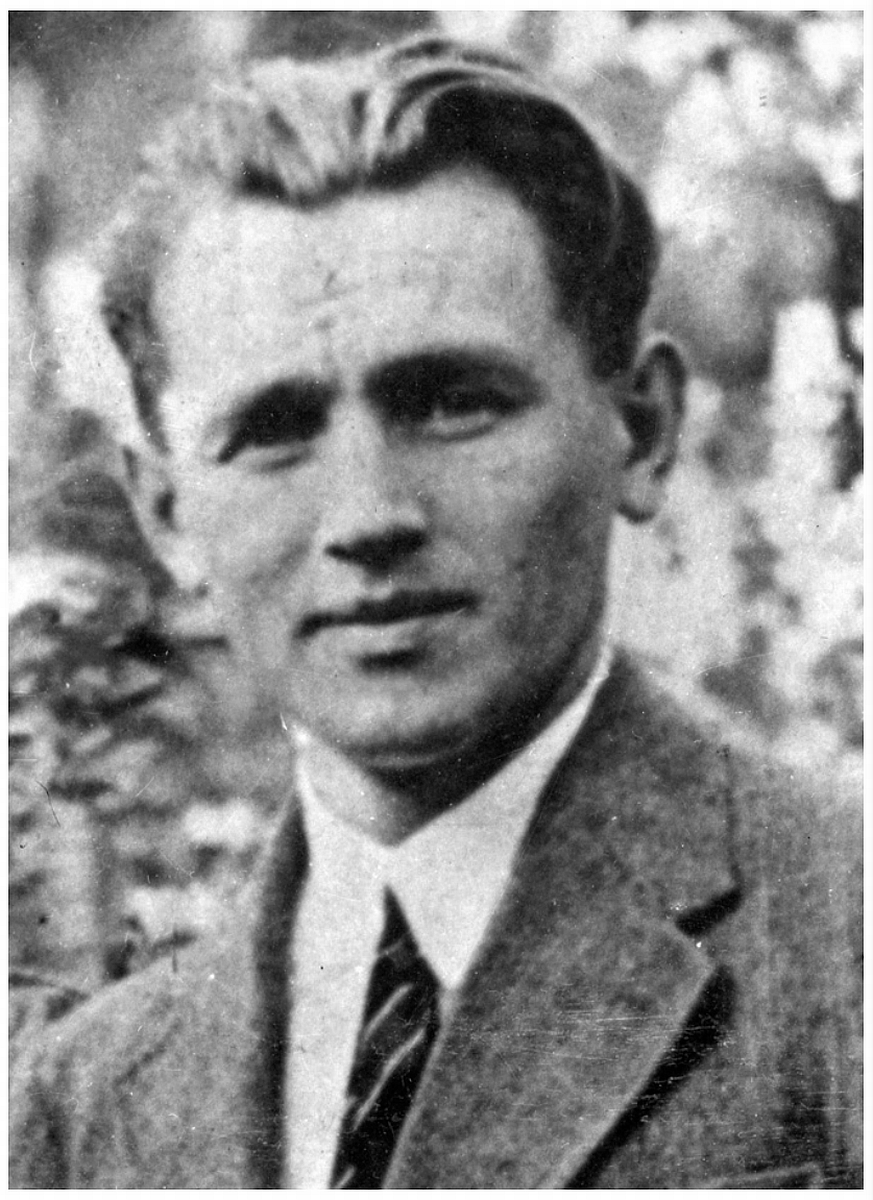
MUDr. Břetislav Lyčka
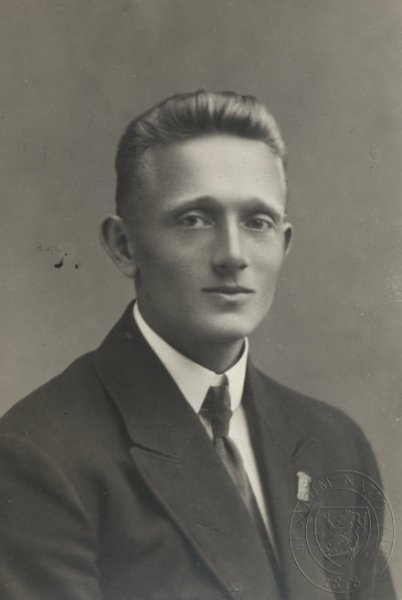
František Pecháček
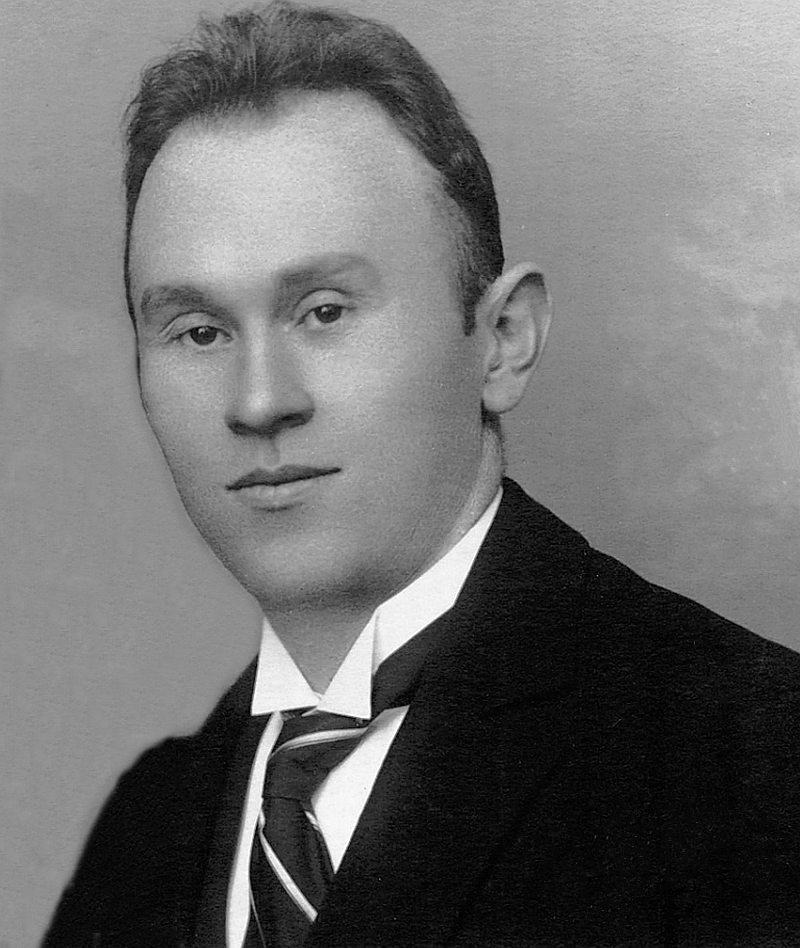
Jaroslav Piskáček
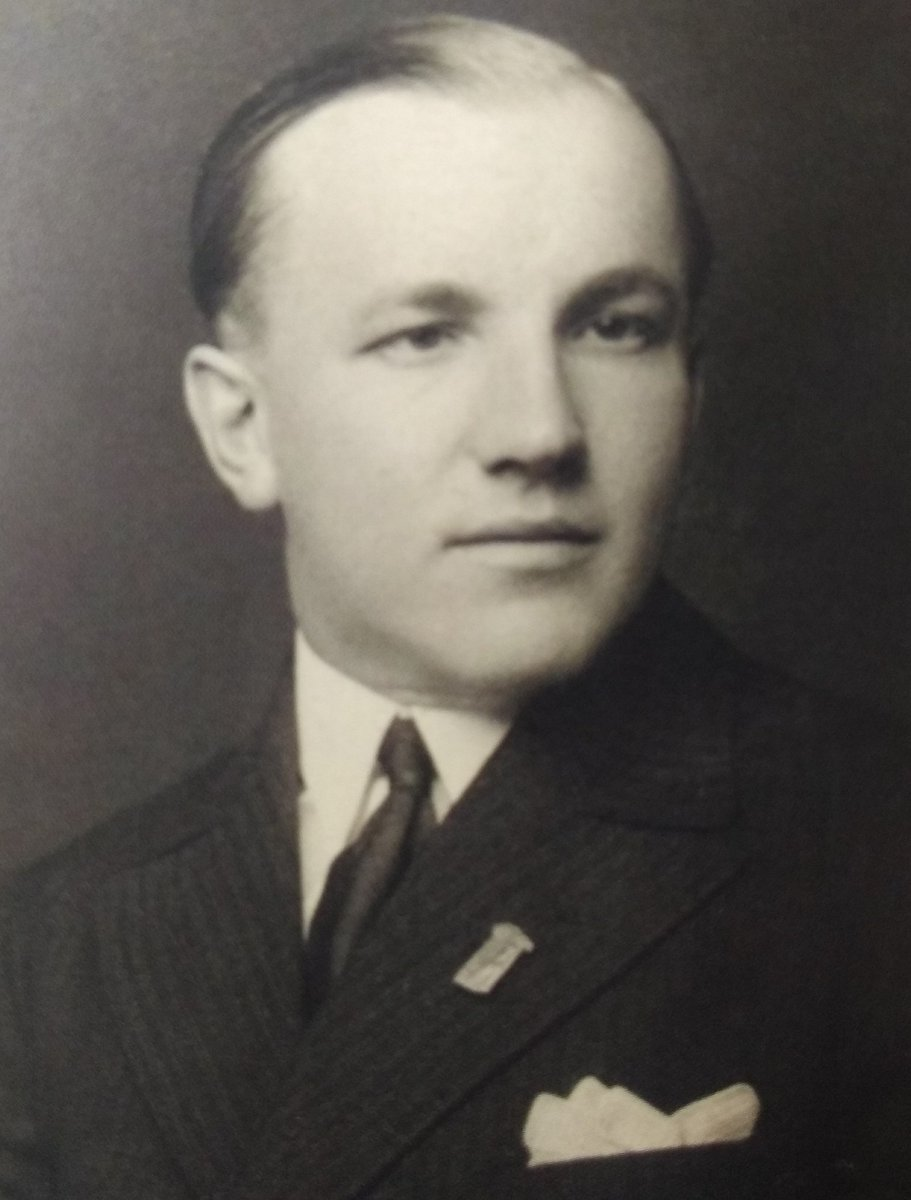
Antonín Oktábec
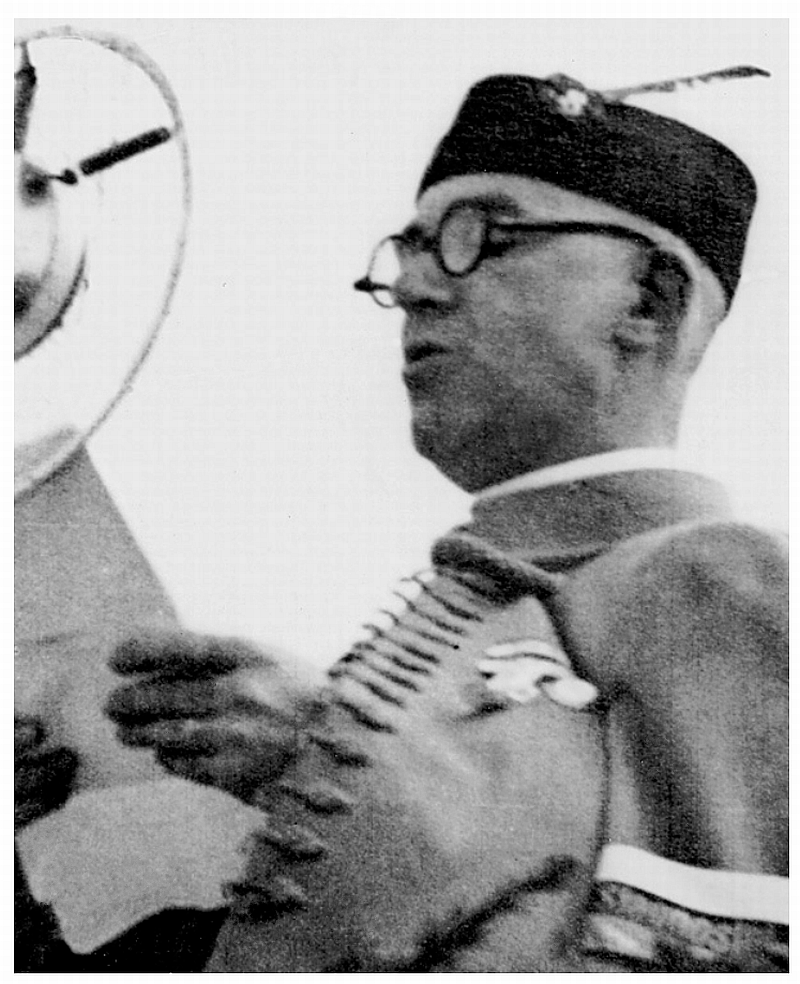
Jan Zelenka-Hajský
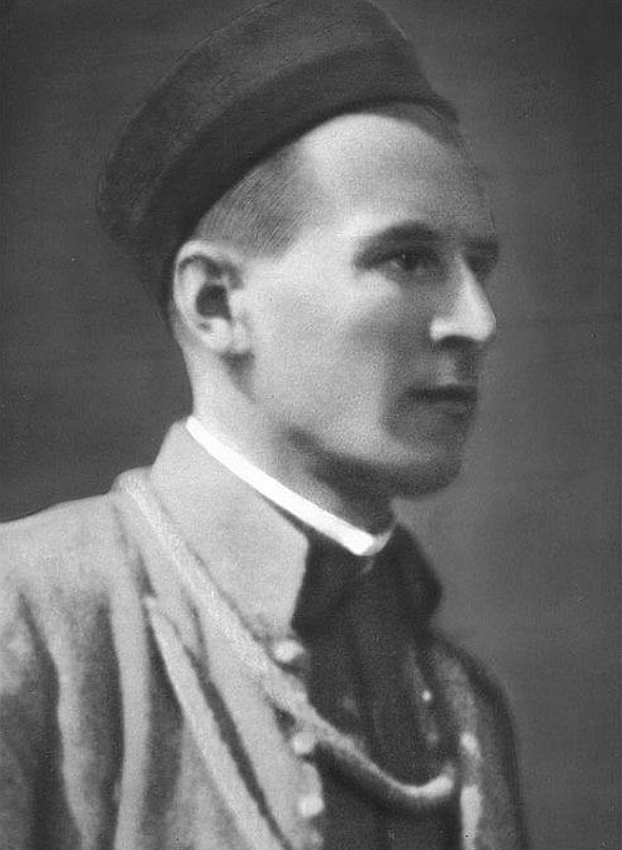
Bohuslav Strnad
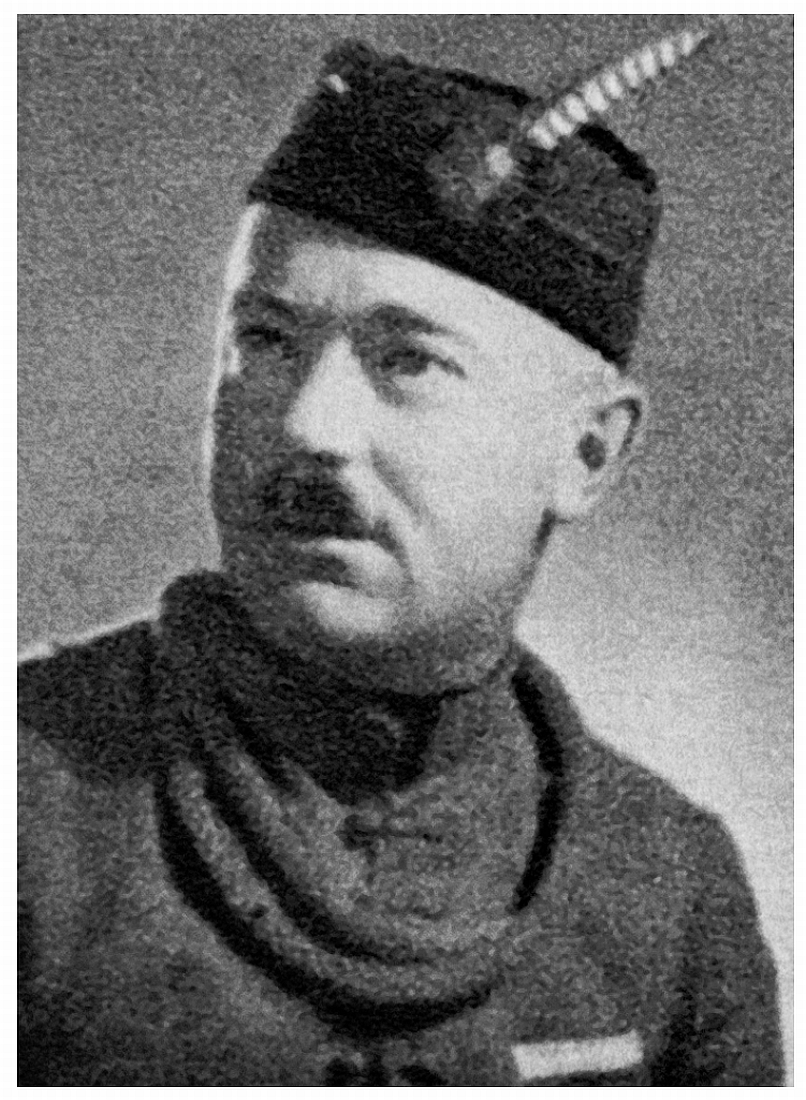
Emanuel Filípek

## Zatčení, výslechy, věznění, ...
Manželé Hejlovi byli v Praze zatčeni 14. července 1942. Ve stejný den (14. července 1942) byl zatčen i další podporovatel parašutistů a sokolský odbojář Antonín Oktábec a odbojář, podporovatel parašutistů a náčelník libeňského sokola Bohuslav Strnad. Pro Františka si přišlo gestapo do zaměstnání; Milada byla zatčena doma v místě bydliště. Po prvním výslechu byli oba převezeni do vyšetřovací vazby na Pankrác.
Milada Hejlová byla do věznice gestapa v Malé pevnosti Terezín přemístěna 26. srpna 1942. Hromadným transportem byla deportována 22. října 1942 do koncentračního tábora Mauthausen, kde byla registrována 23. října 1942. Dne 24. října 1942 zde byla zastřelena v 9.46 hodin.
František Hejl byl rovněž odeslán do Malé pevnosti Terezín, ale zde byl kvůli dalším výslechům vězněn až do 15. ledna 1943. Byl převezen do koncentračního tábora Mauthausen, kde byl popraven výstřelem do týla dne 26. ledna 1943 v 16.47 hodin. Společně ve stejný den byl popraven na stejném místě i Antonín Oktábec.

## Dcery
Dcery manželů Hejlových – Eva a Hana – zůstaly po zatčení rodičů (14. července 1942) na zahradě před domem se zapečetěným bytem. Školou povinná děvčata byla v půlce prvního měsíce prázdnin a tak jim babička z matčiny strany zajistila náhradní ubytování na několik dní u sousedů – rodiny Kadeřábkových, kteří měli dcery v podobném věku. Do Horní Čermné, kde měly dívky babičku a dědečka, odcestovat nemohly, neboť do bylo v Sudetech, kam se mohlo jen na povolení. Následně trávily dívky letní čas až do konce prázdnin pobytem u rodinných přátel a bývalé chůvy Emy v Jaroměřicích nad Rokytnou na Moravě. (Prahu směly opustit jen pod podmínkou, že gestapo bude informováno o místech jejich letního pobytu.) Pro nejnutnější věci denní potřeby se dívky do zapečetěného bytu dostaly jen díky dobré vůli jednoho příslušníka gestapa, který stranil domácímu odboji. Když koncem prázdnin 28. srpna 1942 dojely Eva s Hankou vlakem zpět na Praha-Těšnov (nádraží)|Denisovo nádraží v Praze, byly na místě zajištěny gestapem.
Eva a Hana byly vězněny ve speciální věznici gestapa (dětský domov s tvrdým režimem) v Praze na zámečku na Jenerálce. Spolu s dalšími dětmi odbojářů a podporovatelů parašutistů prošly obě internačním táborem ve Svatobořicích a pracovním táborem v Plané nad Lužnicí, kde se v květnu 1945 dočkaly konce druhé světové války.

## Po druhé světové válce
Prezident Edvard Beneš udělil Františku Hejlovi a jeho manželce Miladě Hejlové in memoriam československý válečný kříž.

## Připomínka
- Její jméno a jméno manžela jsou uvedena na pamětní desce Obětem 2. světové války, umístěné v budově strašnického sboru Českobratrské církve evangelické na adrese Praha 10, Kralická 1001/4. Na desce je nápis: "PAMÁTCE NAŠICH PADLÝCH A UMUČENÝCH 1939 -1945 FAUL FRANTIŠEK, HÁJEK VLADIMÍR, HEJL FRANTIŠEK, HEJLOVÁ MILADA, HERZÁNOVÁ OTILIE, JELÍNEK RUDOLF, PAVLÍČEK JAN, ŠOLC MILOŠ, VINŠ FRANTIŠEK, VIRT OTAKAR, VOJTĚCHOVSKÝ MIROSLAV, ZDRCHANÝ KAREL. ČESKOBRATRSKÝ EVANGELICKÝ SBOR V PRAZE XIII."[14]
- Po Miladě Hejlové a jejím manželovi byla ve "čtvrti Emila Kolbena" v Praze 9 Vysočanech pojmenována ulice Hejlových.[15]
- Její jméno (Hejlová Milada roz. Jasanská *1.3.1906) i jméno jejího manžela (Hejl František 3.7.1900) jsou uvedena na pomníku při pravoslavném chrámu svatého Cyrila a Metoděje (adresa: Praha 2, Resslova 9a). Pomník byl odhalen 26. ledna 2011 a je součástí Národního památníku obětí heydrichiády.[16][17][18]

## Galerie

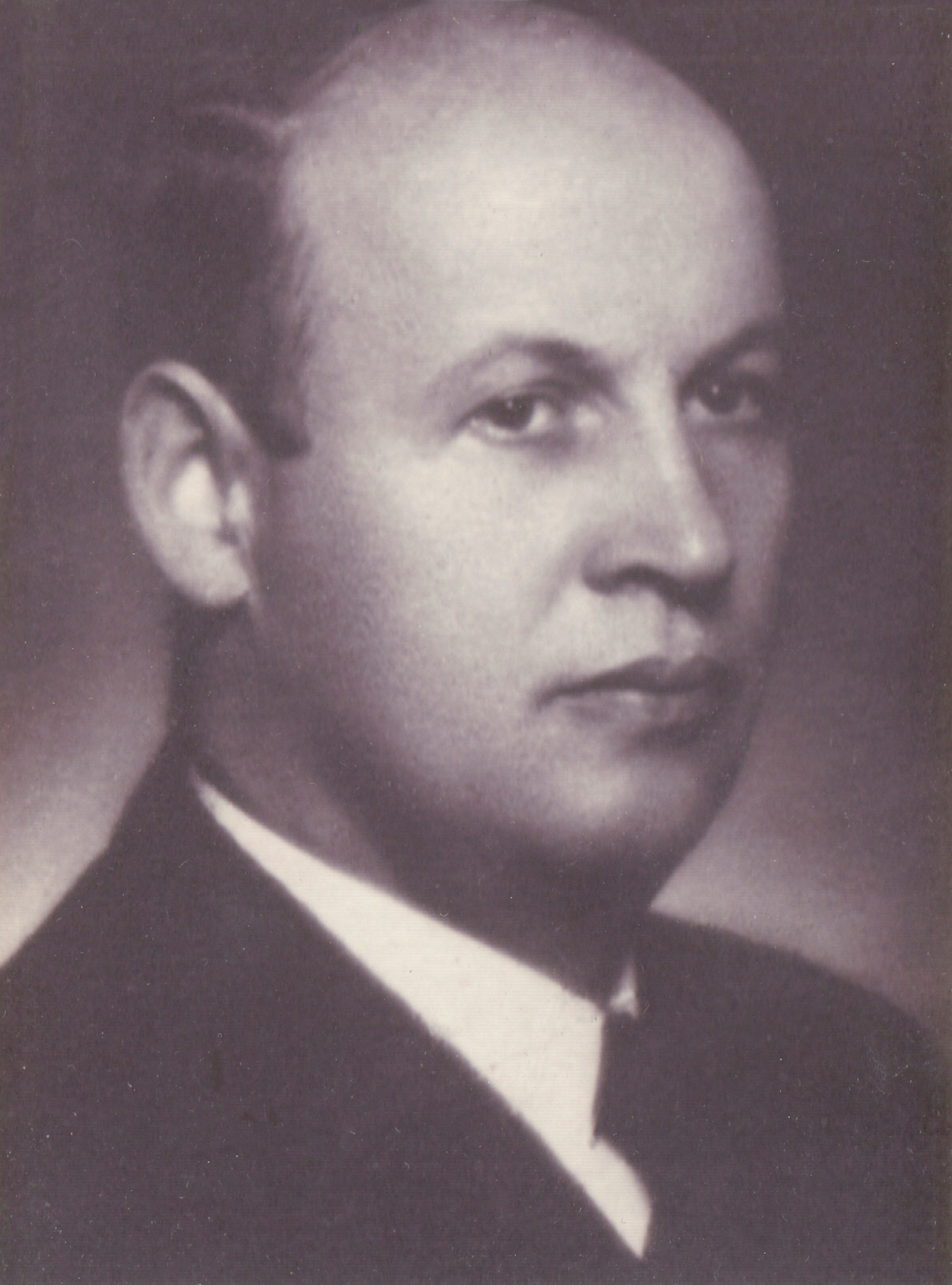
Její manžel František Hejl
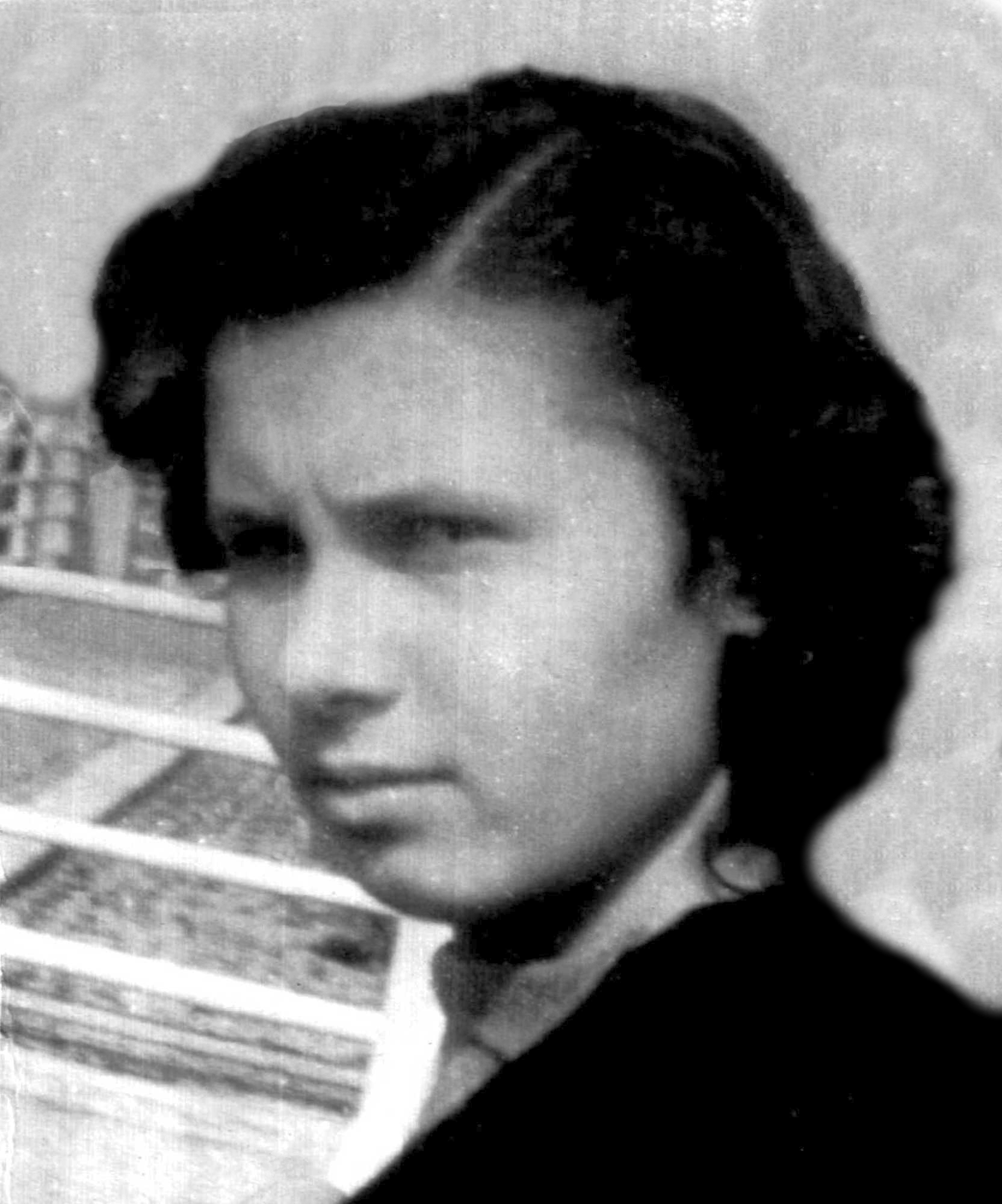
Její dcera Eva (* 1931)
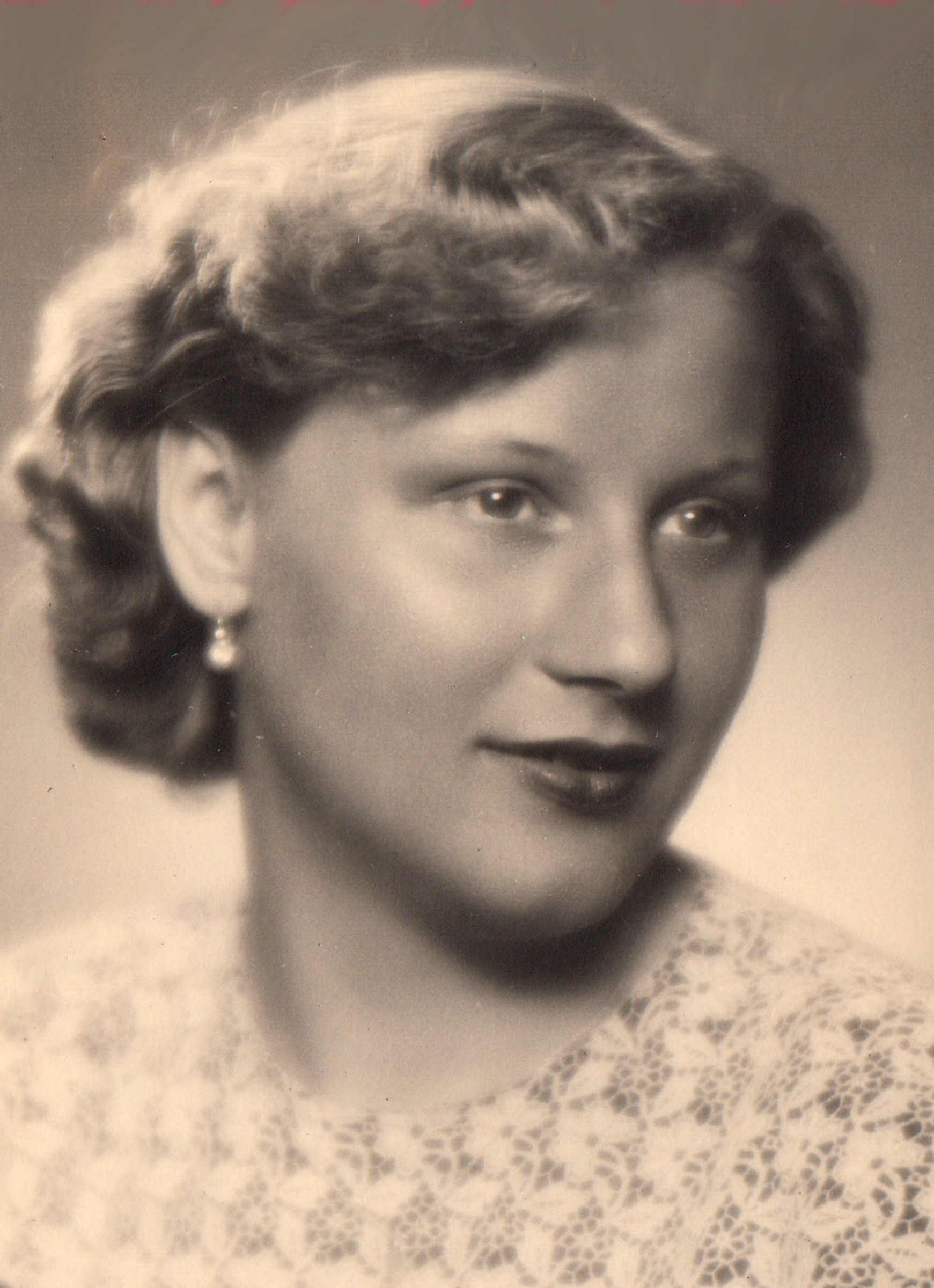
Její dcera Hana (* 1934)
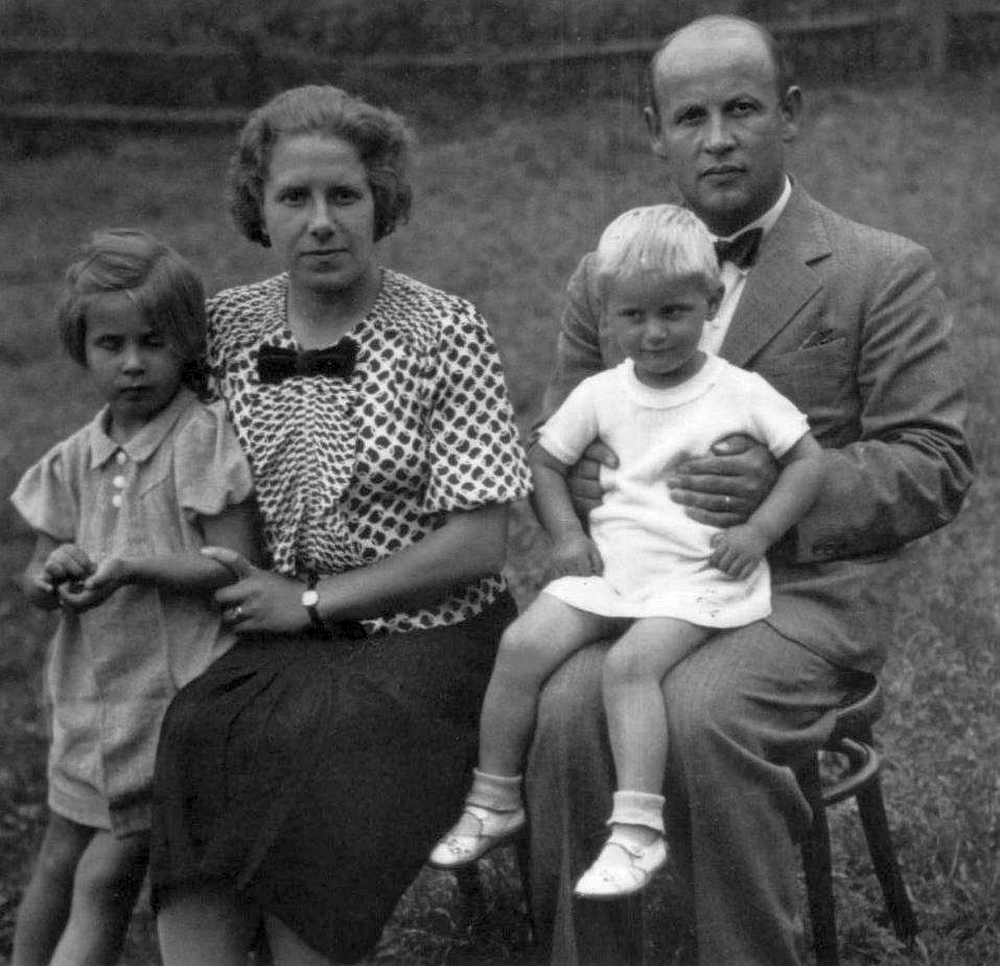
František a Milada Hejlovi se svými dcerami Evou a Hanou
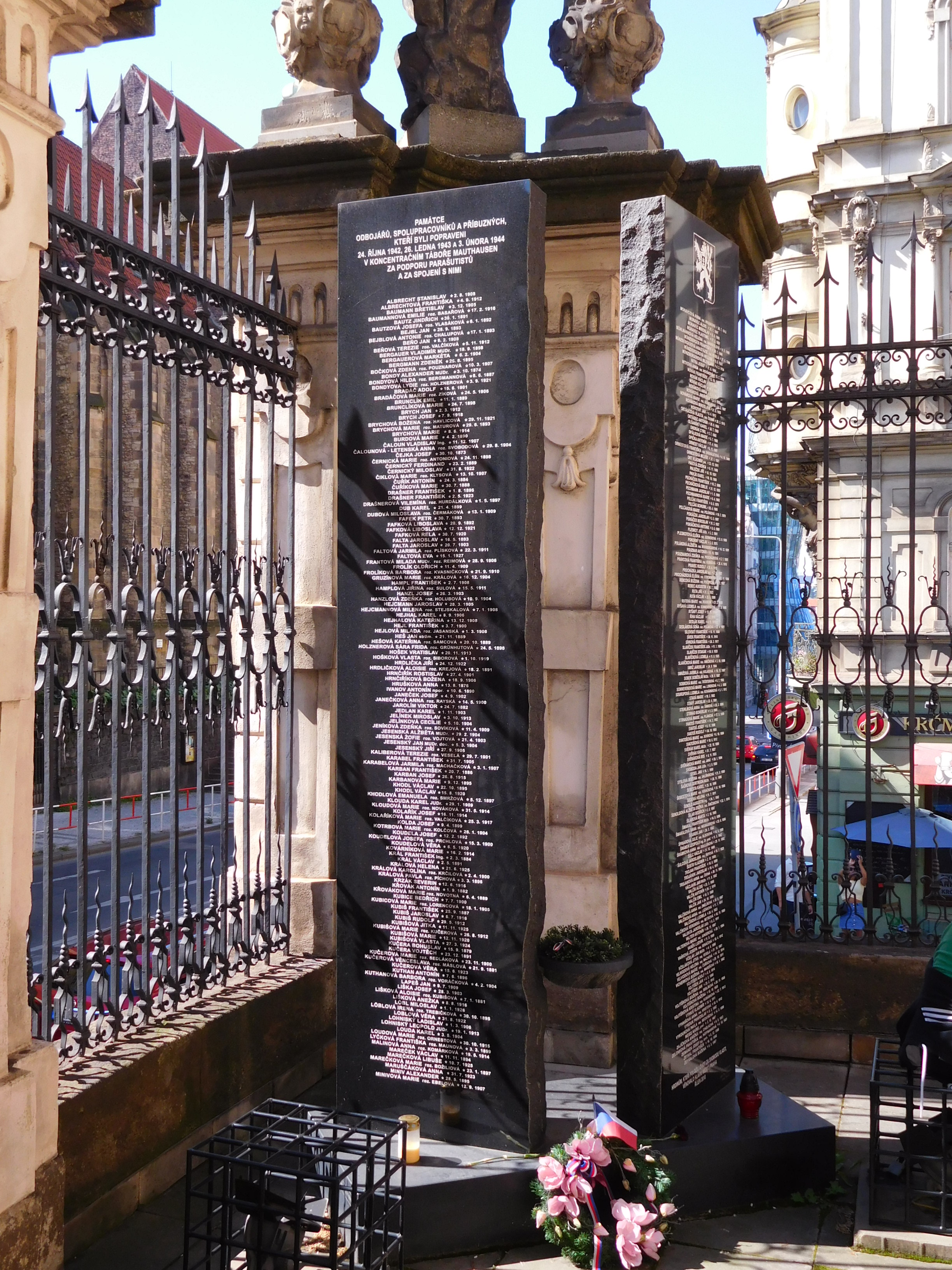
Pomník odbojářům popraveným a umučeným v souvislostí s operací Anthropoid (Resslova ulice)